# Harpactea terveli
Harpactea terveli là một loài nhện trong họ Dysderidae.
Loài này thuộc chi Harpactea. Harpactea terveli được miêu tả năm 2009 bởi Lazarov.